# Drømme i København
Drømme i København er en dansk dokumentarfilm fra 2010, der er instrueret af Max Kestner efter manuskript af ham selv og Dunja Gry Jensen.

## Handling
Max Kestner fører seerne ind i de københavnske lejligheder og baggårde og fortæller i brudstykker historierne om menneskerne, der bor der. Det er historien om delebørn, transport, udenomssex, friværdi, indvandrerbørn og ejendomsmæglere - det er historien om Danmarks hovedstad, København. Men filmen fokuserer også på byens fysiske rammer - helt konkret. Filmen er en skildring af byen, dens liv og dens arkitektur. Den handler om husene folk bor i, gadedørene de går ud af, og gaderne de færdes på.